# Čerchov
Čerchov (tiếng Đức: Schwarzkopf) có độ cao 1042 m trên mực nước biển, là ngọn núi cao nhất trong cánh Rừng Thượng Palatine (Český les), phía bắc Rừng Bohemian. Đi từ biên giới Đức - Séc 2 km, ta sẽ bắt gặp một ngọn núi sừng sững nằm giữa một tam giác có ba đỉnh là các thị trấn Waldmünchen, Furth im Wald và Domažlice.
Lực lượng vũ trang quân đội Đức Quốc xã (Wehrmacht) lấy núi Čerchov như một trạm giám sát trong Thế chiến thứ hai. Trên đỉnh núi có hai ngọn tháp: thứ nhất do Vilém Kurz xây dựng vào năm 1904 mang tên Tháp Kurz; tháp thứ hai, lớn hơn do Quân đội Tiệp Khắc xây dựng vào năm 1987. Ngày nay ngọn tháp sử dụng cho mục đích an toàn bay cùng với trạm liên lạc tương ứng của NATO trên rặng núi Hoher Bogen cách 20 km về phía đông nam. Cùng với đó, các chốt giám sát khác được bố trí xen kẽ trên tàu Velký Zvon (tiếng Đức: Plattenberg, một tòa tháp có thiết kế tương đồng, với tầm nhìn xa tới núi Čerchov  xây dựng vào năm 1978) và Dyleň. Cũng như Quân đội Liên Xô, Hauptabteilung III của Stasi Đông Đức sử dụng nơi đây làm trạm tình báo (mật danh RUBIN) cho tới khi mở cửa biên giới và tái thống nhất nước Đức. Vào tháng 7 năm 2000, Tháp Kurz một lần nữa mở cửa. Ngọn núi có tầm nhìn bao la hướng về phía Rừng Bavaria và Đồng bằng Séc. Đặc biệt, trong điều kiện thời tiết tốt, tầm nhìn có thể trải dài tới dãy Anpơ. Trên núi còn có một đài phát thanh nghiệp dư.